# Stufciînți, Hmelnîțkîi
Stufciînți (în ucraineană Стуфчинці) este localitatea de reședință a comunei Stufciînți din raionul Hmelnîțkîi, regiunea Hmelnîțkîi, Ucraina.

## Demografie
Componența lingvistică a localității Stufciînți
     Ucraineană (98,27%)
     Rusă (1,53%)
     Alte limbi (0,1%)
Conform recensământului din 2001, majoritatea populației localității Stufciînți era vorbitoare de ucraineană (98,27%), existând în minoritate și vorbitori de rusă (1,53%).